# Tu chi sei?/Eugenio
Tu chi sei?/Eugenio sono due canzoni di Edoardo Bennato, pubblicate su un cd singolo nel 1993 dalla Virgin.
Entrambe le canzoni risentono del clima di disfacimento della cosiddetta Prima Repubblica, che vedrà nel giro di pochi anni modificato il sistema dei partiti allora al Governo. Nella prima traccia a tempo di marcetta, dove predomina l'uso del kazoo, Edoardo sembra rivolgersi sia ai politici inquisiti, sia al magistrato Antonio Di Pietro che operava con il suo pool nell'operazione cosiddetta Mani pulite. Nella seconda traccia, musicalmente più dura, con ironia si rivolge a suo fratello dicendogli di essere stato anche lui inquisito e indagato, ma di avere come unica cosa da farsi perdonare la malattia per il rock'n'roll.
Questi due brani, con i relativi video, aprono un VHS intitolato Persone pulite che contiene alcuni classici (riproposti in presa diretta) del repertorio di Edo, scelti tenendo fede al tema dei due inediti. Una delle intuizioni, sempre a sfondo satirico, rappresenta l'incubo di una Italia spaccata in tre parti: regno del Nord, nuovo Regno delle Due Sicilie, e Stato Pontificio.
Questo prodotto così concepito non vedrà luce su nessun altro supporto al di là del cd singolo.